# Anthony Madigan

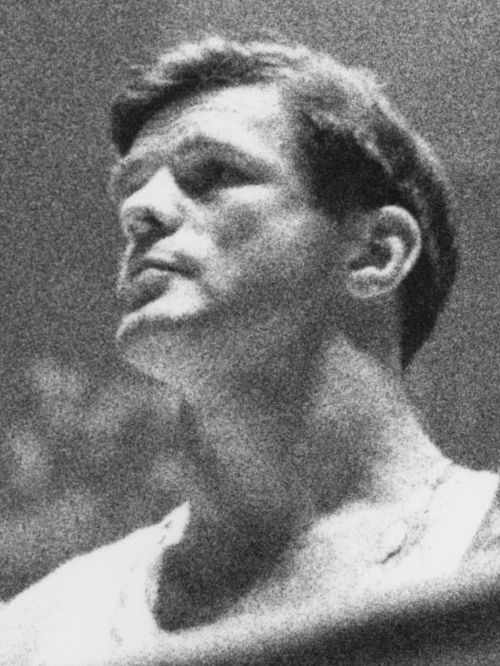
Anthony Madigan (1960)

Anthony Madigan (* 4. Februar 1930 in Sydney; † 29. Oktober 2017) war ein australischer Boxer. Madigan nahm 1952, 1956 und 1960 an den Olympischen Spielen teil, wobei er 1960 die Bronzemedaille gewann. Außerdem gewann er bei den Commonwealth Games 1954 die Silbermedaille und 1958 und 1962 die Goldmedaille.

## Karriere
Madigan war australischer Meister 1951 im Mittelgewicht (–75 kg) und 1957 und 1962 im Halbschwergewicht (–81 kg).
1952 nahm Madigan im Mittelgewicht erstmals an den Olympischen Spielen teil und erreichte nach einem Sieg über Boris Silchev, Sowjetunion (2:1), da Viertelfinale, welches er jedoch gegen Stig Sjölin, Schweden (3:0), verlor. Bei den Commonwealth Games 1954 gewann er die Silbermedaille im Halbschwergewicht. Im selben Jahr durfte er auch an den britischen Meisterschaften teilnehmen und gewann diese.
Seine zweite Teilnahme bei den Olympischen Spielen im Jahr 1956 endete wieder im Viertelfinale, welches er gegen Romualdas Murauskas, Sowjetunion, verlor. Bei den Commonwealth Games 1958 gewann er die Goldmedaille.
Madigans dritte Teilnahme bei den Olympischen Spielen 1960, waren dann endlich von Erfolg gekrönt. Nach Siegen über Lars-Olof Norling, Schweden (5:0), und Gheorghe Negrea, Rumänien (KO 2.), erreichte er das Halbfinale, welches er gegen Cassius Clay, USA (5:0), verlor und damit die olympische Bronzemedaille gewann.
Seine letzten internationalen Meisterschaften bestritt Madigan bei den Commonwealth Games 1962, welche er gewinnen konnte.